# La Barraca (Santa Pau)
La Barraca és una casa de Santa Pau (Garrotxa) inclosa a l'Inventari del Patrimoni Arquitectònic de Catalunya.

## Descripció
És una casa situada als límits del veïnat de Can Font amb el de Pujolars. De reduïdes dimensions, disposa de planta rectangular i teulat a dues aigües. Va ser bastida amb carreus molt grans i ben tallats a les portes, finestres i angles; per fer els murs es van emprar carreus petits i pedra volcànica. Té planta baixa, destinada al bestiar, i un pis superior per emprar com a habitatge. Aquest darrer conserva l'empostissat primitiu. Va ser aixecada damunt pedra viva. Davant la casa hi havia l'era, conservant-se l'escala de pedra que hi donava accés.

## Història
El veïnat de Can Font està situat entre el poble de Santa Pau i el veïnat de Pujolars. La seva empenta constructiva es va donar en el transcurs del segle xvii. Cal recordar masos com: Can Pardàs (1633), Can Jan Magre (1628), Can Font (1624) o Can Descolls (1585-1633). Són grans masos, construïts amb carreus ben tallats i amb inscripcions i elements decoratius a les llindes de portes i finestres.